# 詹姆斯·沃森之家
詹姆斯·沃森之家（英語：James Watson House），位於美國紐約州紐約市州街7號，曼哈頓金融區珍珠街及水街交界，炮台公園對面，現用作聖伊麗莎白·安·貝利·西頓聖壇主任司鐸的居所。

## 歷史

### 早年歷史
詹姆斯·沃森是纽约州众议院首任議長，亦是聯邦黨纽约州参议院及美国参议院議員。他畢業於耶鲁大学，並成為一位富裕的进出口商人。詹姆斯·沃森之家於18世紀末期建成，沃森因應其畅通无阻的海景和緊貼其航运利益而攜同家人在該處定居。當時，詹姆斯·沃森之家的門牌號碼為州街6號。
1806年，沃森將詹姆斯·沃森之家轉售給摩西·罗杰斯，其門牌號碼亦改為州街7號。罗杰斯將其居所和隔壁的房子打通，並添置门廊以使兩幢房子的門面統一。其西翼擴建部份由小約翰·麥康設計。
罗杰斯家族遷出後，詹姆斯·沃森之家成為了綺色佳鐵路的辦事處。美國政府在南北戰爭期間接管了詹姆斯·沃森之家，詹姆斯·沃森之家其後成為海港領航員總部。

### 移民服務

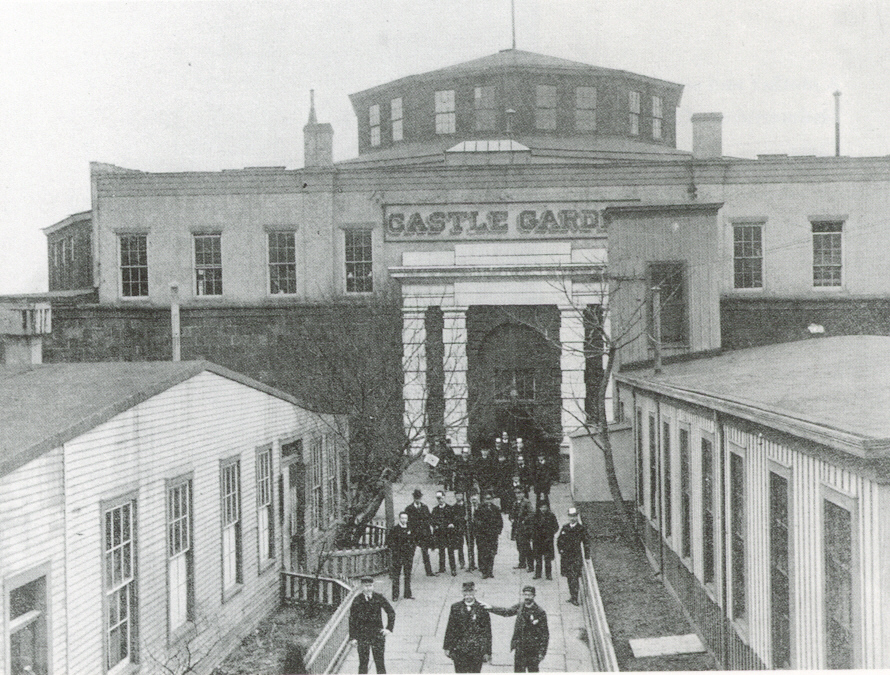
紐約市城堡花園移民站

1879年，愛爾蘭失收，加上當地爆發政治动荡，促使更多愛爾蘭人移民美國。1856年至1921年間，有360萬愛爾蘭移民至北美地區，其中大部份為女性。1871年至1951年間，愛爾蘭移民的男女比例為8:10。在這些移居美國的愛爾蘭女性中，有89%為年齡小於24歲的單身人士。
在訪問主要移民出發地科芙期間，格雷斯·奥布莱恩對移民女性的處境表示震驚，便決定建設一座設有105個床位的「格雷斯·奥布莱恩移民之家」，供移民美國的愛爾蘭女性居住。她亦與一名醫生造訪了運載這些移民前往美國的船隻。之後，奥布莱恩返回紐約，以調查移民抵達後的情況。
奥布莱恩打算為城堡花園內的移民提供食物和住宿，她亦看見年輕女性文盲受到虚假的就业提议愚弄而加入了娼妓業。她決定聯絡约翰·艾尔兰大主教以安排在城堡花園成立信息局。艾爾蘭亦聯絡了天主教紐約總教區大主教约翰·麦克洛斯基樞機，商討安排司鐸專門負責照顧抵達城堡花園的移民。

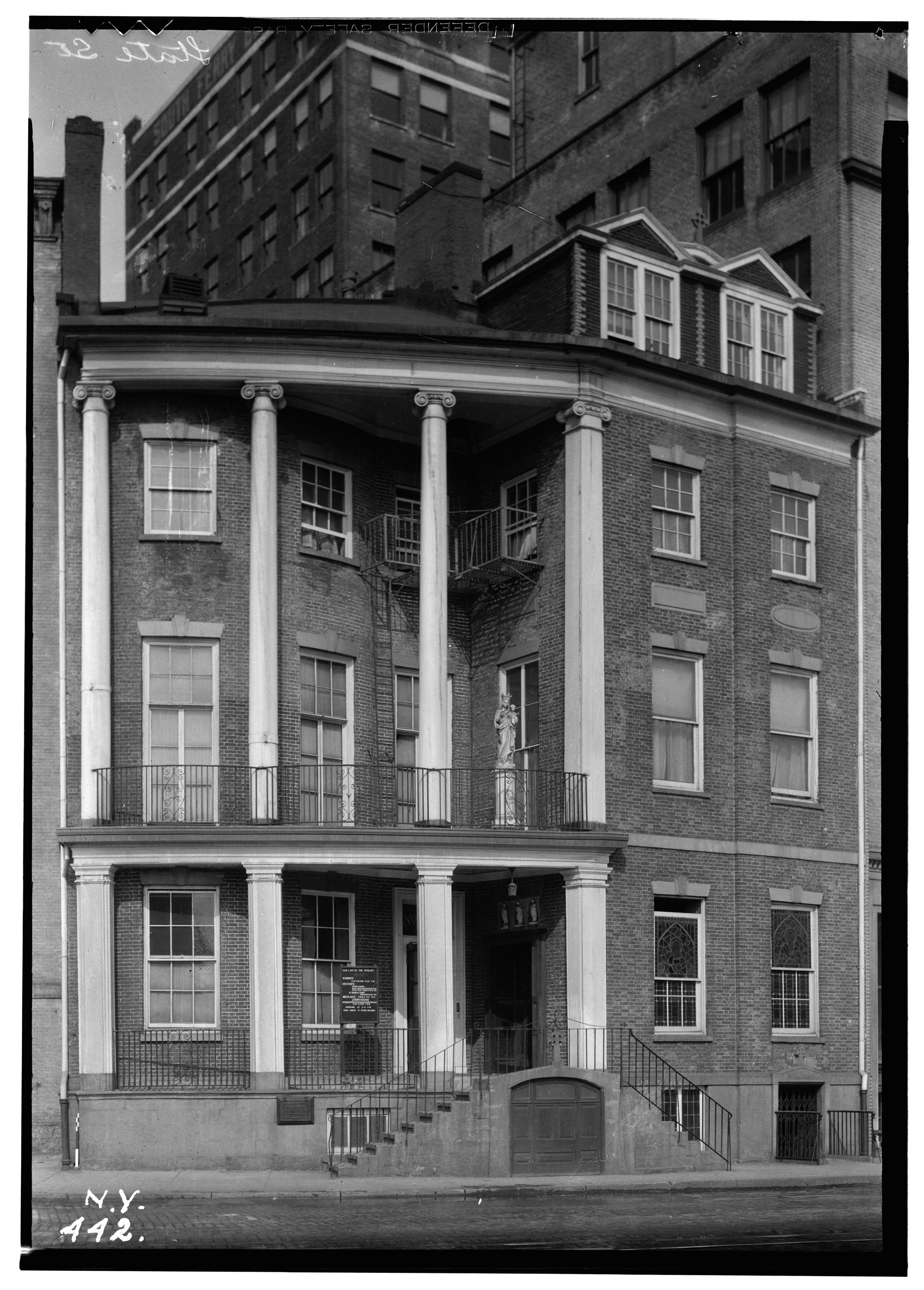
1936年的詹姆斯·沃森之家

「我们的玫瑰聖母保護爱爾蘭移民女孩傳道院」於1884年1月1日開幕，並由约翰·J·约尔丹神父擔任首任司鐸。需要住宿的女性移民會安置到紐約的寄宿家庭，直至同年5月1日位處百老匯7號的移民女孩之家落成。1885年，詹姆斯·沃森之家原址由傳道院購入，成為了年輕女性移民的中繼站。
约翰·J·约尔丹於1887年12月15日因肺炎逝世，享年36歲。其職位由休·J·凯利繼任，其後再由迈克尔·卡拉汉繼任。1890年5月，傳道院曾舉行為期3星期的籌款，以繳付購入詹姆斯·沃森之家時的按揭。第一夫人弗朗西斯·福尔瑟姆·克利夫兰·普雷斯顿在丈夫格罗弗·克利夫兰兩任總統任期期間曾居住於紐約，期間亦曾協助籌款活動。直至1899年7月1日傳道院關閉，共有476,149名愛爾蘭人抵達紐約，其中249,995人為女性，大多年齡小於40歲。
傳道院在遊說船隻保護其移民乘客方面發揮了影響力。它亦協助打算乘搭鐵路或渡輪離開紐約的移民前往目的地。傳道院設立期間，為70,000名沒有親友迎接或無法前往目的地的女性移民提供居所。傳道院亦嘗試為缺乏完整地址的移民尋找他們的親人，並評估聲稱為這些移民的親友的健康情況。傳道院亦為12,000年輕女性提供職位，其中大部份為家庭傭工。傳道院亦設有教堂，以提供精神上的支援。
詹姆斯·沃森之家於1965年列為紐約市地標，並在1972年獲《國家史蹟名錄》收錄。